# 奥田恭子
奥田 恭子（おくだ ちかこ、1988年11月4日 - ）は、日本の元女子バレーボール選手。

## 来歴
三重県津市出身。小学校5年生の時、友人に誘われてバレーボールを始める。津商業高校時代は、インターハイや春高バレーなどで活躍した。
2007年、デンソーエアリービーズに入団。
2009年の東アジア選手権ではキャプテンとして同大会で銀メダル獲得に貢献した。
2009/10シーズンでプレミアリーグデビューすると、平成22年度全日本バレーボール選手権では同チームの初優勝に貢献した。2010-11プレミアリーグにレギュラーを獲得。
2011年12月、体調不良により治療専念のためデンソーを退部。
2015年時点では、愛知県名古屋市で活動するクラブチーム「PRINCESS」でプレーしていた。

## 所属チーム
- 津市立千里ヶ丘小学校
- 津市立朝陽中学校
- 三重県立津商業高等学校
- デンソーエアリービーズ（2007-2011年）